# Campeonato Gaúcho de Futebol de 2024 - Série A2
O Campeonato Gaúcho de Futebol - Série A2 de 2024 foi a 68ª edição do segundo nível do futebol gaúcho. A competição, organizada pela Federação Gaúcha de Futebol, teve início no dia 13 de abril e tinha previsão para terminar no dia 3 de agosto. No entanto, devido às enchentes que atingiram o estado, o campeonato ficou parado no mês de maio, após o término da quarta rodada. O campeonato foi retomado em 1º de junho. Os finalistas garantem acesso ao Gauchão 2025. 

## Regulamento
- Primeira Fase: As dezesseis equipes foram divididas em dois grupos regionalizados. Os times jogam entre si dentro das chaves em turno e returno, com os quatro melhores de cada grupo se classificando para as quartas de final. O último colocado de cada grupo será rebaixado para a Série B de 2025.
- Quartas de Final: As quatro melhores equipes classificas em cada um dos dois grupos enfrentam-se em cruzamento olímpico, em jogos de ida e volta, com o mando de campo da segunda partida para as equipes classificadas em 1° e 2° lugar em cada grupo.
- Semifinal: As quatro equipes vencedoras dos confrontos de quartas de final enfrentam-se em jogos de ida e volta, com o mando de campo da segunda partida para a equipe de melhor campanha geral, respeitados os critérios de desempate em caso de igualdade de pontos. As equipes vencedoras da fase semifinal estão classificadas para a Série A de 2025.
- Final: As duas equipes vencedoras dos confrontos da semifinal enfrentam-se em jogos de ida e volta, com o mando de campo da segunda partida para a equipe de melhor campanha geral, respeitados os critérios de desempate em caso de igualdade de pontos.[4]

## Treinadores
| Equipe                | Treinador(es) |
| --------------------- | --- |
| Aimoré                | Arílson Costa |
| Bagé                  | Alê Menezes (1ª-4ª rodada) / Leocir Dall'Astra (5ª-14ª rodada)                                                                    |
| Brasil de Farroupilha | Luciano Almeida (1ª-6ª rodada) / Lucas Zanella (7ª-14ª rodada)                                                                    |
| Cruzeiro-RS           | Rodrigo Bandeira (1ª-5ª rodada) / Alê Menezes (6ª-14ª rodada)                                                                     |
| Esportivo             | Gustavo Papa (1ª-9ª rodada) / Marcelo Nunes (10ª rodada - interino) / China Balbino (11ª-14ª rodada)                              |
| Futebol com Vida SAF  | Jorge Luiz |
| Gaúcho                | Vanderson Pereira (1ª-5ª rodada) / Fabiano Daitx (6ª-14ª rodada)                                                                  |
| Glória                | Carlos Moraes |
| Inter de Santa Maria  | Daniel Franco |
| Lajeadense            | Serginho Almeida |
| Monsoon               | Bruno Coutinho |
| Passo Fundo           | Leandro Machado |
| Pelotas               | Paulo Porto (1ª-2ª rodada) / Ariel Lanzini (3ª rodada - final)                                                                    |
| São Gabriel           | Douglas Rodrigues (1ª rodada) / Caio Flávio (2ª-6ª rodada / 9ª-14ª rodada) / Daniel Pereira (7ª-8ª rodada)                        |
| União Frederiquense   | Hélio Vieira (1ª-4ª rodada) / Jaílson Zatta (5ª rodada - quartas de final)                                                        |
| Veranópolis           | Paulo Henrique Marques (1ª-7ª rodada) / Jeferson Ribeiro (8ª-9ª rodada - interino) / Márcio Nunes (10ª rodada - quartas de final) |

## Primeira fase

### Grupo A
| Pos | Equipe                | Pts | J  | V | E | D | GP | GC | SG  | Classificação ou descenso        |     | GLO | PFU | VER | UFR | BRA | ESP | GAU | CRU |
| --- | --------------------- | --- | -- | - | - | - | -- | -- | --- | -------------------------------- | --- | --- | --- | --- | --- | --- | --- | --- | --- |
| 1   | Glória                | 29  | 14 | 9 | 2 | 3 | 17 | 7  | +10 | Fase Final                       |     | —   | 2–0 | 0–2 | 2–1 | 3–1 | 2–0 | 1–0 | 3–0 |
| 2   | Passo Fundo           | 27  | 14 | 8 | 3 | 3 | 21 | 13 | +8  | Fase Final                       |     | 0–0 | —   | 1–3 | 0–0 | 4–0 | 2–1 | 1–0 | 2–1 |
| 3   | Veranópolis           | 23  | 14 | 7 | 2 | 5 | 19 | 13 | +6  | Fase Final                       |     | 0–1 | 3–1 | —   | 1–1 | 1–2 | 1–0 | 1–2 | 3–1 |
| 4   | União Frederiquense   | 23  | 14 | 6 | 5 | 3 | 15 | 14 | +1  | Fase Final                       |     | 1–0 | 1–1 | 1–0 | —   | 0–1 | 1–1 | 2–1 | 1–1 |
| 5   | Brasil de Farroupilha | 15  | 14 | 5 | 0 | 9 | 11 | 24 | −13 |                                  |     | 1–0 | 0–2 | 0–1 | 0–1 | —   | 2–1 | 1–0 | 1–3 |
| 6   | Esportivo             | 15  | 14 | 4 | 3 | 7 | 17 | 17 | 0   |                                  | 0–1 | 1–3 | 1–1 | 5–1 | 3–1 | —   | 0–0 | 1–2 |     |
| 7   | Gaúcho                | 15  | 14 | 4 | 3 | 7 | 15 | 15 | 0   |                                  | 1–1 | 1–2 | 2–1 | 1–2 | 3–0 | 0–2 | —   | 0–0 |     |
| 8   | Cruzeiro-RS           | 11  | 14 | 3 | 2 | 9 | 11 | 23 | −12 | Rebaixado para a Série B de 2025 |     | 0–1 | 0–2 | 0–1 | 0–2 | 2–1 | 0–1 | 1–4 | —   |

### Grupo B
| Pos | Equipe               | Pts | J  | V | E | D  | GP | GC | SG  | Classificação ou descenso        |     | MON | ISM | LAJ | PEL | AIM | BAG | FCV | SGA |
| --- | -------------------- | --- | -- | - | - | -- | -- | -- | --- | -------------------------------- | --- | --- | --- | --- | --- | --- | --- | --- | --- |
| 1   | Monsoon              | 28  | 14 | 8 | 4 | 2  | 20 | 10 | +10 | Fase Final                       |     | —   | 1–1 | 0–0 | 2–1 | 1–0 | 2–0 | 1–0 | 7–2 |
| 2   | Inter de Santa Maria | 27  | 14 | 8 | 3 | 3  | 26 | 12 | +14 | Fase Final                       |     | 3–0 | —   | 1–0 | 2–2 | 1–0 | 0–0 | 5–1 | 2–1 |
| 3   | Lajeadense           | 24  | 14 | 6 | 6 | 2  | 13 | 7  | +6  | Fase Final                       |     | 0–0 | 2–0 | —   | 2–1 | 2–1 | 2–0 | 1–1 | 1–0 |
| 4   | Pelotas              | 22  | 14 | 6 | 4 | 4  | 19 | 13 | +6  | Fase Final                       |     | 1–0 | 0–1 | 1–1 | —   | 2–0 | 1–1 | 3–1 | 4–1 |
| 5   | Aimoré               | 21  | 14 | 6 | 3 | 5  | 20 | 13 | +7  |                                  |     | 1–1 | 2–1 | 1–1 | 2–0 | —   | 0–1 | 2–1 | 4–0 |
| 6   | Bagé                 | 20  | 14 | 6 | 2 | 6  | 14 | 14 | 0   |                                  | 1–2 | 1–0 | 1–0 | 0–1 | 2–4 | —   | 2–1 | 2–0 |     |
| 7   | Futebol com Vida     | 8   | 14 | 2 | 2 | 10 | 8  | 24 | −16 |                                  | 0–1 | 0–4 | 0–1 | 0–0 | 0–3 | 1–0 | —   | 0–1 |     |
| 8   | São Gabriel          | 5   | 14 | 1 | 2 | 11 | 7  | 34 | −27 | Rebaixado para a Série B de 2025 |     | 0–2 | 2–5 | 0–0 | 0–2 | 0–0 | 0–3 | 0–2 | —   |

## Fase final
Em itálico, as equipes que possuem o mando de campo no primeiro jogo. Em negrito, os classificados.
|  | Quartas de final     | Quartas de final | Quartas de final | Quartas de final |       |                      | Semifinais       | Semifinais       | Semifinais       | Semifinais       |  |               | Final           | Final           | Final           | Final           |  |  |
|  | 14 a 18 de julho     | 14 a 18 de julho | 14 a 18 de julho | 14 a 18 de julho |       |                      | 22 e 28 de julho | 22 e 28 de julho | 22 e 28 de julho | 22 e 28 de julho |  |               | 1 e 4 de agosto | 1 e 4 de agosto | 1 e 4 de agosto | 1 e 4 de agosto |  |  |
|  |                      |                  |                  |                  |       |                      |                  |                  |                  |                  |  |               |                 |                 |                 |                 |  |  |
|  | Monsoon              | 1                | 2                | 3                |       |                      |                  |                  |                  |                  |  |               |                 |                 |                 |                 |  |  |
|  | União Frederiquense  | 1                | 1                | 2                |       |                      |                  |                  |                  |                  |  |               |                 |                 |                 |                 |  |  |
|  | União Frederiquense  | 1                | 1                | 2                |       | Monsoon (pen)        | 0                | 0                | 0 (3)            |                  |  |               |                 |                 |                 |                 |  |  |
|  |                      |                  |                  |                  |       | Monsoon (pen)        | 0                | 0                | 0 (3)            |                  |  |               |                 |                 |                 |                 |  |  |
|  |                      | Passo Fundo      | 0                | 0                | 0 (1) |                      |                  |                  |                  |                  |  |               |                 |                 |                 |                 |  |  |
|  | Passo Fundo (pen)    | Passo Fundo      | 0                | 0                | 0 (1) | 0                    | 2                | 2 (5)            |                  |                  |  |               |                 |                 |                 |                 |  |  |
|  | Passo Fundo (pen)    |                  |                  |                  |       | 0                    | 2                | 2 (5)            |                  |                  |  |               |                 |                 |                 |                 |  |  |
|  | Lajeadense           | 1                | 1                | 2 (3)            |       |                      |                  |                  |                  |                  |  |               |                 |                 |                 |                 |  |  |
|  | Lajeadense           | 1                | 1                | 2 (3)            |       |                      |                  |                  |                  |                  |  | Monsoon (pen) | 0               | 0               | 0 (4)           |                 |  |  |
|  |                      |                  |                  |                  |       |                      |                  |                  |                  |                  |  | Monsoon (pen) | 0               | 0               | 0 (4)           |                 |  |  |
|  |                      | Pelotas          | 0                | 0                | 0 (3) |                      |                  |                  |                  |                  |  |               |                 |                 |                 |                 |  |  |
|  | Inter de Santa Maria | Pelotas          | 0                | 0                | 0 (3) | 0                    | 1                | 1                |                  |                  |  |               |                 |                 |                 |                 |  |  |
|  | Inter de Santa Maria |                  |                  |                  |       | 0                    | 1                | 1                |                  |                  |  |               |                 |                 |                 |                 |  |  |
|  | Veranópolis          | 0                | 0                | 0                |       |                      |                  |                  |                  |                  |  |               |                 |                 |                 |                 |  |  |
|  | Veranópolis          | 0                | 0                | 0                |       | Inter de Santa Maria | 0                | 1                | 1                |                  |  |               |                 |                 |                 |                 |  |  |
|  |                      |                  |                  |                  |       | Inter de Santa Maria | 0                | 1                | 1                |                  |  |               |                 |                 |                 |                 |  |  |
|  |                      | Pelotas          | 0                | 2                | 2     |                      |                  |                  |                  |                  |  |               |                 |                 |                 |                 |  |  |
|  | Glória               | Pelotas          | 0                | 2                | 2     | 0                    | 2                | 2 (2)            |                  |                  |  |               |                 |                 |                 |                 |  |  |
|  | Glória               |                  |                  |                  |       | 0                    | 2                | 2 (2)            |                  |                  |  |               |                 |                 |                 |                 |  |  |
|  | Pelotas (pen)        | 2                | 0                | 2 (3)            |       |                      |                  |                  |                  |                  |  |               |                 |                 |                 |                 |  |  |

## Estatísticas

### Artilharia
Atualizado em 28 de julho de 2024.
| Gols | Jogador           | Equipe               |
| ---- | ----------------- | -------------------- |
| 6    | Rafael Mineiro    | Veranópolis          |
| 6    | Warlei            | Pelotas              |
| 5    | Gabriel Guimarães | Passo Fundo          |
| 5    | Léo Bahia         | Monsoon              |
| 5    | Matheus Mazia     | Lajeadense           |
| 5    | Michel            | Inter de Santa Maria |
| 5    | Ramon             | Cruzeiro-RS          |
| 4    | Cavani            | São Gabriel          |
| 4    | David Batista     | Inter de Santa Maria |
| 4    | Gabriel Rossetto  | União Frederiquense  |
| 4    | Léo Ferraz        | Pelotas              |
| 4    | Luis Morales      | Monsoon              |
| 4    | Marcos Paulo      | Esportivo            |
| 4    | Vinícius Baiano   | Glória               |

### Maiores públicos
| Pos. | Jogo                                 | Público | Estádio                                    | Data       | Fase                       |
| ---- | ------------------------------------ | ------- | ------------------------------------------ | ---------- | -------------------------- |
| 1º   | Pelotas 0x0 Monsoon                  | 3.142   | Estádio Boca do Lobo (Pelotas)             | 01/08/2024 | Final - ida                |
| 2º   | Inter de Santa Maria 1x2 Pelotas     | 3.060   | Estádio Presidente Vargas (Santa Maria)    | 28/07/2024 | Semifinais - volta         |
| 3º   | Pelotas 0x0 Inter de Santa Maria     | 2.184   | Estádio Boca do Lobo (Pelotas)             | 22/07/2024 | Semifinais - ida           |
| 4º   | Inter de Santa Maria 1x0 Veranópolis | 1.237   | Estádio Presidente Vargas (Santa Maria)    | 18/07/2024 | Quartas de final - volta   |
| 5º   | Pelotas 2x0 Glória                   | 1.206   | Estádio Boca do Lobo (Pelotas)             | 14/07/2024 | Quartas de final - ida     |
| 6º   | Pelotas 1x1 Lajeadense               | 1.168   | Estádio Boca do Lobo (Pelotas)             | 06/06/2024 | Fase de grupos - 6º rodada |
| 7º   | Passo Fundo 0x0 Monsoon              | 1.101   | Razãoinfo Vermelhão da Serra (Passo Fundo) | 22/07/2024 | Semifinais - ida           |
| 8º   | Pelotas 2x0 Aimoré                   | 1.087   | Estádio Boca do Lobo (Pelotas)             | 28/04/2024 | Fase de grupos - 4º rodada |
| 9º   | Gaúcho 1x1 Glória                    | 1.026   | Be8 Arena (Passo Fundo)                    | 05/06/2024 | Fase de grupos - 6º rodada |
| 10º  | Glória 2(2)x(3)0 Pelotas             | 1.008   | Estádio Altos da Glória (Vacaria)          | 17/07/2024 | Quartas de final - volta   |

### Menores públicos
| Pos. | Jogo                                          | Público | Estádio                                | Data       | Fase                        |
| ---- | --------------------------------------------- | ------- | -------------------------------------- | ---------- | --------------------------- |
| 1º   | Brasil de Farroupilha 0x1 União Frederiquense | 10      | Estádio das Castanheiras (Farroupilha) | 10/07/2024 | Fase de grupos - 14º rodada |
| 2º   | Esportivo 0x1 Glória                          | 13      | Montanha dos Vinhedos (Bento)          | 26/06/2024 | Fase de grupos - 8º rodada  |
| 3º   | Futebol com Vida 0x1 São Gabriel              | 21      | Arena Cruzeiro (Cachoeirinha)          | 24/04/2024 | Fase de grupos - 3º rodada  |
| 4º   | São Gabriel 0x3 Bagé                          | 23      | Estádio Sílvio Correa (São Gabriel)    | 10/07/2024 | Fase de grupos - 14º rodada |
| 5º   | Esportivo 1x2 Cruzeiro                        | 25      | Montanha dos Vinhedos (Bento)          | 07/07/2024 | Fase de grupos - 13º rodada |
| 6º   | Aimoré 1x1 Monsoon                            | 26      | Estádio Cristo Rei (São Leopoldo)      | 26/06/2024 | Fase de grupos - 6º rodada  |
| 6º   | Cruzeiro 0x2 União Frederiquense              | 26      | Arena Cruzeiro (Cachoeirinha)          | 19/06/2024 | Fase de grupos - 9º rodada  |
| 8º   | Aimoré 2x1 Futebol com Vida                   | 27      | Estádio Cristo Rei (São Leopoldo)      | 16/06/2024 | Fase de grupos - 8º rodada  |
| 8º   | Esportivo 1x1 Veranópolis                     | 27      | Montanha dos Vinhedos (Bento)          | 03/07/2024 | Fase de grupos - 12º rodada |
| 10º  | Gaúcho 0x2 Esportivo                          | 29      | Be8 Arena (Passo Fundo)                | 10/07/2024 | Fase de grupos - 14º rodada |

### Média de público
| Pos. | Time                  | Média | Jogos |
| ---- | --------------------- | ----- | ----- |
| 1º   | Pelotas               | 1.296 | 9     |
| 2º   | Inter de Santa Maria  | 804   | 9     |
| 3º   | Glória                | 394   | 8     |
| 4º   | Passo Fundo           | 362,5 | 9     |
| 5º   | Veranópolis           | 344   | 8     |
| 6º   | Gaúcho                | 336,5 | 7     |
| 7º   | União Frederiquense   | 293   | 8     |
| 8º   | Monsoon               | 249   | 9     |
| 9º   | Aimoré                | 122   | 7     |
| 10º  | São Gabriel           | 118   | 7     |
| 11º  | Lajeadense            | 113   | 8     |
| 12º  | Bagé                  | 106,6 | 5     |
| 13º  | Brasil de Farroupilha | 105,1 | 7     |
| 14º  | Esportivo             | 104,7 | 7     |
| 15º  | Cruzeiro              | 64,4  | 7     |
| 16º  | Futebol com Vida      | 27,5  | 2     |

FONTE: FGF - Boletim financeiro das respectivas partidas, que são divulgados pelos clubes mandantes.

## Classificação geral
| Pos | Equipe                | Pts | J  | V  | E | D  | GP | GC | SG  | Classificação ou descenso                       |
| --- | --------------------- | --- | -- | -- | - | -- | -- | -- | --- | ----------------------------------------------- |
| 1   | Monsoon               | 36  | 20 | 9  | 9 | 2  | 23 | 12 | +11 | Campeão e classificado para a Série A 2025      |
| 2   | Pelotas               | 31  | 20 | 8  | 7 | 5  | 23 | 16 | +7  | Vice-campeão e classificado para a Série A 2025 |
| 3   | Inter de Santa Maria  | 32  | 18 | 9  | 5 | 4  | 28 | 14 | +14 | Eliminado na semifinal                          |
| 4   | Passo Fundo           | 32  | 18 | 9  | 5 | 4  | 23 | 15 | +8  | Eliminado na semifinal                          |
| 5   | Glória                | 32  | 16 | 10 | 2 | 4  | 19 | 9  | +10 | Eliminado nas quartas de final                  |
| 6   | Lajeadense            | 27  | 16 | 7  | 6 | 3  | 15 | 9  | +6  | Eliminado nas quartas de final                  |
| 7   | Veranópolis           | 24  | 16 | 7  | 3 | 6  | 19 | 14 | +5  | Eliminado nas quartas de final                  |
| 8   | União Frederiquense   | 24  | 16 | 6  | 6 | 4  | 17 | 17 | 0   | Eliminado nas quartas de final                  |
| 9   | Aimoré                | 21  | 14 | 6  | 3 | 5  | 20 | 13 | +7  | Eliminado na primeira fase                      |
| 10  | Bagé                  | 20  | 14 | 6  | 2 | 6  | 14 | 14 | 0   | Eliminado na primeira fase                      |
| 11  | Brasil de Farroupilha | 15  | 14 | 5  | 0 | 9  | 11 | 24 | −13 | Eliminado na primeira fase                      |
| 12  | Esportivo             | 15  | 14 | 4  | 3 | 7  | 17 | 17 | 0   | Eliminado na primeira fase                      |
| 13  | Gaúcho                | 15  | 14 | 4  | 3 | 7  | 15 | 15 | 0   | Eliminado na primeira fase                      |
| 14  | Futebol com Vida      | 8   | 14 | 2  | 2 | 10 | 8  | 24 | −16 | Eliminado na primeira fase                      |
| 15  | Cruzeiro-RS           | 11  | 14 | 3  | 2 | 9  | 11 | 23 | −12 | Rebaixado para a Série B 2025                   |
| 16  | São Gabriel           | 5   | 14 | 1  | 2 | 11 | 7  | 34 | −27 | Rebaixado para a Série B 2025                   |